# 吉爾伯特 (愛荷華州)
吉爾伯特（英語：Gilbert）是一個位於美國愛荷華州斯托里縣的城市。

## 地理
吉爾伯特的座標為42°06′21″N 93°38′43″W / 42.10583°N 93.64528°W，而該地的平均海拔高度為302米（即991英尺）。

## 人口
根據2010年美國人口普查的數據，吉爾伯特的面積為2.36平方千米，當中陸地面積為2.36平方千米，而水域面積為0.00平方千米。當地共有人口1082人，而人口密度為每平方千米458人。